# Cusago
Cusago là một đô thị ở tỉnh Milano, vùng Lombardia của Italia, khoảng11 km west of Milano. Tại thời điểm ngày 31 tháng 12 năm 2004, đô thị này có dân số 3.343 và diện tích là 11,5 km².
Cusago giáp các đô thị sau:Milano, Cornaredo, Settimo Milanese, Bareggio, Cisliano, Trezzano sul Naviglio, Gaggiano.